# Aluminium Arak FC
Der Aluminium Arak Football Club (persisch باشگاه فوتبال آلومینیوم اراک), auch bekannt als Aluminium Arak, ist ein iranischer Fußballverein aus Arak in der Provinz Markazi. Aktuell spielt der Verein in der ersten Liga, der Persian Gulf Pro League.

## Geschichte
Der Verein wurde 2001 als PAS Arak Football Club gegründet.

### Namenshistorie
- 2001: Gründung PAS Arak Football Club
- 2002 bis 2008: Sanaye Arak Football Club
- 2008 bis 2009: Aluminium Arak Football Club
- 2009 bis 2010: Shensa Arak Football Club
- 2010 bis 2011: Hamyari Arak Football Club
- 2011 bis 2014: Shahrdari Arak Football Club
- 2014 bis heute: Aluminium Arak Football Club

## Erfolge
- Iranischer Zweitligavizemeister: 2019/20  ▲
- Iranischer Drittligameister: 2014/15   ▲

## Stadion
Der Verein trägt seine Heimspiele im Imam Khomeini Stadium in Arak aus. Das Stadion hat ein Fassungsvermögen von 15.000 Personen.

## Trainer
Stand: März 2024
| Trainer            | Nation | von               | bis               |
| ------------------ | ------ | ----------------- | ----------------- |
| Mehdi Pashazadeh   | Iran   | 1. Januar 2015    | 30. Juni 2015     |
| Gholamreza Delgarm | Iran   | 1. Juli 2015      | 21. Januar 2016   |
| Davoud Mahabadi    | Iran   | 27. Januar 2016   | 14. Januar 2017   |
| Hamed Basiri       | Iran   | 3. September 2017 | 30. Juni 2018     |
| Mohammad Rabiei    | Iran   | 1. Juli 2018      | 20. Dezember 2018 |
| Faraz Kamalvand    | Iran   | 24. Dezember 2018 | 31. Mai 2019      |
| Mahmoud Fekri      | Iran   | 15. Juni 2019     | 24. Dezember 2019 |
| Rasoul Khatibi     | Iran   | 3. Januar 2020    | 20. Februar 2021  |
| Mahmoud Khoramzi   | Iran   | 24. Februar 2021  | 8. März 2021      |
| Alireza Mansourian | Iran   | 9. März 2021      | 25. August 2021   |
| Rasoul Khatibi     | Iran   | 29. August 2021   | 12. März 2022     |
| Mehdi Rahmati      | Iran   | 14. März 2022     | 4. Juni 2023      |
| Mojtaba Hosseini   | Iran   | 17. Juni 2023     |                   |